# Lucio Battisti
Lucio Battisti (Poggio Bustone, 5 de marzo de 1943-Milán, 9 de septiembre de 1998) fue un cantante y autor italiano, considerado entre los más grandes e influyentes músicos del rock italiano, la balada y la música ligera, tanto como compositor e intérprete de su propia música como la de otros artistas.
Sus comienzos a mediados de los años 60 fueron como autor de canciones para otros artistas. De los textos de las canciones se encargaba el letrista Mogol. En 1966 grabó su primer sencillo, Per una lira. Muchas de sus canciones fueron grabadas reiteradamente por innumerables cantantes y grupos, italianos y extranjeros, tales como Mina, Paolo Meneguzzi, I Camaleonti, Patty Pravo, Dik Dik, Antonio Zabaleta, Dyango, Fedra, Ricardo Montaner, Laura Pausini, Emmanuel,  Camilo Sesto, entre otros. 

## Trayectoria artística
Su producción representó un cambio importante y decisivo en la escena del pop italiano a partir de finales de la década de los años 60.
Influido por bandas anglosajonas de principios de los años 60, pero más aún por el sonido Rhythm and blues de Otis Redding o Ray Charles, Lucio Battisti supo conjugar como nadie la tradición melódica puramente italiana con lo mejor del R&B y las corrientes musicales anglosajonas. Lucio Battisti fusiona elementos folclóricos de la música italiana con el rock y el pop después de 1970, logrando establecer un sonido muy innovador para entonces y conjuntamente con bandas como Premiata Forneria Marconi, Fórmula 3 y Alberto Radius. Juntos sellaron las líneas que la música popular Italiana seguiría después de 1970 a través de trabajos que en un principio fueron mal comprendidos y severamente criticados por un sector de la audiencia, mientras a la vez un público más joven descubría el poder de sus ideas musicales.
Battisti se impuso finalmente con Il mio canto libero, obra que rompió récords de ventas y popularidad e incluyó la fusión de los elementos folclóricos, el rock y la corriente progresiva del rock, logrando atraer la atención de músicos de todas partes del mundo. Los trabajos de Battisti y el letrista y poeta Mogol se encaminaron también a elevar el talento de otros cantantes italianos; ambos componen discos para Mina y producen grandes éxitos de la época entre los que se destaca la canción Amor mío para la obra de  Mina Mazzini, que constituye la intensa fusión del poder vocal de la soprano, de las innovadoras melodías de Lucio Battisti, la intensa letra de Mogol y la presencia de la vanguardia y el rock sinfónico con los arreglos de la Premiata Forneria Marconi que acompaña la grabación de estudio.
Lucio produce otros discos como Il nostro caro angelo (1973) y Anima Latina (1974) que se sumergen profundamente en la vanguardia, la música fusión y el rock progresivo. Destaca en este último la canción La machina del tempo. Anima latina es considerada una verdadera obra maestra de la música del siglo XX, que incide en un sofisticado complejo rítmico difícil de seguir. En la obra aparecen texturas intrincadas y fusiones que por primera vez hacen su aparición en la música popular. A pesar de que se trató de un disco complejo, grabado bajo un concepto casi hermético, es considerado por la crítica como el trabajo mejor desarrollado por el dúo Battisti-Mogol. Ya a estas alturas, variedad de músicos latinoamericanos como Charly García, Spinetta o Milton Nascimento habían visto en las lejanas tierras de Italia un gran despliegue de genialidad y la inspiración a ir aún más lejos desde el rock y la balada, asumiendo una lírica latinizada que se amalgamaba con las concepciones más anglosajonas de la melodía. 
En 1976 aparece el sencillo Ancora tu, dentro de una nueva producción que se adelantó de forma increíble a los terrenos de la música House y el Tecno-dance. La canción influye notablemente sobre el sonido de muchos cantantes italianos, españoles e ingleses. Battisti hasta entonces había hecho de la experimentación en el estudio un hogar para la producción musical, apartado de los escenarios y los conciertos y buscando adelantarse a los grandes exponentes de la música internacional, razón por la cual comienza a consagrarse como un genio creativo y reconocido internacionalmente.
Siempre inquieto e innovador, tras una larga racha de éxitos con el letrista italiano Mogol, comienza una nueva andadura tras el último disco que compusieron juntos: Una giornata uggiosa, en 1980.
Battisti, en su afán de innovación musical, cambia y evoluciona. 
Su primer álbum sin Mogol como letrista será E già en 1982, un disco de transición con rasgos experimentales de sonoridad electrónica, y de una indudable calidad. En este disco no se utilizan instrumentos musicales "al uso" (no hay guitarras ni pianos), sino que la sonoridad de los doce temas está basada en modernos teclados electrónicos y sintetizadores de entonces, opción muy avanzada y atrevida en aquella época. Las letras las firma su esposa bajo el seudónimo de Velezia, aunque muchos de sus fanes entienden que en los textos tuvo influencia muy directa el propio Lucio. A partir de 1986, con el disco Don Giovanni, y en los siguientes cuatro discos, el poeta romano Pasquale Panella será el letrista de los temas compuestos por Lucio Battisti.
Tras una larga enfermedad, Lucio Battisti murió en un hospital de Milán el 9 de septiembre de 1998, a la edad de 55 años. Aunque nunca se reveló la causa oficial de su deceso, circuló la versión nunca confirmada de que el músico falleció de cáncer. El funeral fue estrictamente privado en Molteno, y sólo 20 personas fueron invitadas, incluido su amigo y compositor Mogol. 
Músicos como David Bowie declararon su admiración hacia la música de Battisti; de hecho, Bowie intentó traducir al inglés algunas canciones de Battisti en 1997, lo que se vio interrumpido con la muerte de este. Por otro lado, Paul McCartney, quien guarda en su colección toda la discografía de Battisti y sentía admiración por su música, también quiso acercarse a traducir alguna producción al idioma inglés. El legado es enorme, porque en muchas de sus canciones hay aproximaciones claras a muchos estilos dentro del rock, elemento que anticipan el Grunge, el Tech House y que fueron influencias para el desarrollo estilístico del rock de los 80. Su forma de construir canciones, sus fraseos y las secciones de las canciones sorprenden por la originalidad al mismo tiempo que la fuerza de las ideas que contienen musicalmente sus canciones.

## Discografía en italiano

Portada de Hegel (1994).

### Álbumes
- 1969 - Lucio Battisti
- 1970 - Emozioni
- 1971 - Amore e non amore
- 1971 - Lucio Battisti vol. 4
- 1972 - Il mio canto libero
- 1972 - Umanamente uomo: il sogno
- 1973 - Il nostro caro angelo
- 1974 - Anima latina
- 1976 - La batteria, il contrabbasso, eccetera
- 1977 - Io tu noi tutti
- 1978 - Una donna per amico
- 1980 - Una giornata uggiosa
- 1982 - E già
- 1986 - Don Giovanni
- 1988 - L'apparenza
- 1990 - La sposa occidentale
- 1992 - Cosa succederà alla ragazza
- 1994 - Hegel

### Sencillos
- 1966 - Per una lira - Dolce di giorno
- 1967 - Luisa Rossi - Era
- 1968 - Prigioniero del mondo - Balla Linda
- 1968 - La mia canzone per Maria - Io vivrò (Senza te)
- 1969 - Un'avventura - Non è Francesca
- 1969 - Acqua azzurra, acqua chiara - Dieci ragazze
- 1969 - Mi ritorni in mente - 7 e 40
- 1970 - Fiori rosa, fiori di pesco - Il tempo di morire
- 1970 - Anna - Emozioni
- 1970 - Pensieri e parole - Insieme a te sto bene
- 1971 - Dio mio no - Era
- 1971 - Le tre verità - Supermarket
- 1971 - La canzone del sole - Anche per te
- 1972 - Elena no - Una
- 1972 - I giardini di marzo - Comunque bella
- 1972 - Io vorrei... non vorrei... ma se vuoi - Confusione
- 1972 - Il mio canto libero - Confusione
- 1973 - La collina dei ciliegi - Il nostro caro angelo
- 1976 - Ancora tu - Dove arriva quel cespuglio
- 1977 - Amarsi un po' - Sì, viaggiare
- 1978 - Una donna per amico - Nessun dolore
- 1980 - Una giornata uggiosa - Con il nastro rosa
- 1982 - E già - Straniero

## Discografía en castellano
Obtuvo éxito y popularidad en España y Latinoamérica gracias a las versiones en castellano de una parte de su discografía con Mogol. Exactamente fueron 23 los temas que fueron publicados en castellano entre 1974 y 1980.
- Primeros sencillos en castellano - 1974

1. Mi libre canción (Il mio canto libero)
2. La colina de las cerezas (La collina dei ciliegi)

- Lucio Battisti, la batteria, il contrabbasso, eccetera - 1976. Todos los temas de este álbum fueron grabados también en castellano.

1. De nuevo tú (Ancora tu)
2. Un hombre que te ama (Un uomo che ti ama)
3. La compañía (La compagnia)
4. Yo te vendería (Io ti venderei)
5. Donde llega aquella zarza (Dove arriva quel cespuglio)
6. Respirando (Respirando)
7. No doctor (No dottore)
8. El velero (Il veliero)
9. De nuevo tú (ripr.) (Ancora tu - coda)

- Emociones - 1977. Todas las canciones de Io tu noi tutti, a excepción de Questione de cellule, pero añadiendo La canción del sol con nuevos arreglos respecto a la versión original de 1971.

1. Sentir amor (Amarsi un po')
2. Intérprete de un film (L'interprete di un film)
3. Tengo un año más (Ho un anno di più)
4. Todavía Elisa (Ami ancora Elisa)
5. Sí, viajando (Si viaggiare)
6. La canción del sol (La canzone del sole)
7. Ni un solo minuto de "no querernos" (Neanche un minuto di "non amore")
8. Solos (Soli)

- Una muchacha por amigo - Una donna per amico - 1978. Álbum en italiano, excepto éstas en castellano:

1. Una muchacha por amigo (Una donna per amico)
2. Ningún dolor (Nessun dolore)

- Una triste jornada - Una giornata uggiosa - 1980. Álbum en italiano, excepto éstas en castellano:

1. Una triste jornada (Una giornata uggiosa)
2. La cinta rosa (Con il nastro rosa)

## Discografía en inglés
Con perspectivas de conquistar los mercados de habla inglesa, Lucio también grabó en inglés algunos de sus temas más representativos.
- Images - 1977.

1. To feel in love (Amarsi un po')
2. A song to feel alive (Il mio canto libero)
3. The only thing I've lost (Ho un anno di più)
4. Keep on cruising (Si viaggiare)
5. The sun song (La canzone del sole)
6. There's never been a moment (Neanche un minuto di "non amore")
7. Only (Soli)

- Friends - 1979 (Grabación inédita)

1. Baby it's you (Ancora tu)
2. Day to day (Perché no)
3. Pain is gone (Nessun dolore)
4. A woman as a friend (Una donna per amico)
5. Take it as it comes (Prendila così)
6. Afraid of falling (Aver paura d'innamorarsi troppo)
7. I think of you (E penso a te)
8. Lady (Donna selvaggia donna)
9. Baby it's you - Long version (Ancora tu)

## Eponimia
- El asteroide del cinturón principal (9115) Battisti, descubierto en 1997, lleva este nombre en su memoria. A partir de 1973, Battisti vivió en el pueblo lombardo de Sormano, en el barrio del observatorio donde se descubrió este pequeño objeto astronómico.[10]